# Шеварднадзе, Софико Паатовна
Софико́ Паа́товна Шевардна́дзе (груз. სოფო შევარდნაძე; род. 23 сентября 1978, Тбилиси, Грузинская ССР, СССР) — российская и грузинская журналистка, телеведущая и продюсер. Автор собственной программы в «Яндекс.Эфире» «Просто о сложном», SophieCo Visionaries на телеканале Russia Today, с 2006 по февраль 2015 года работала ведущей на радиостанции «Эхо Москвы».

## Биография
Софико Шеварднадзе родилась 23 сентября 1978 года в Тбилиси. С ранних лет занималась балетом и фортепиано, но дальнейшее профессиональное занятие балетом не одобрил отец. До 8 класса училась в средней школе № 55 в Тбилиси.
Детство прошло между Москвой и Тбилиси, а уже в 10 лет переехала с родителями в Париж, где отец проходил дипломатическую службу. Там София окончила двуязычный лицей École Active Bilingue и Международную консерваторию Парижа.
В 17 лет поступила в Бостонский университет на факультет социальных коммуникаций, но на втором году обучения перевелась в Колледж Эмерсон на факультет кино, профиль режиссёра. Закончила бакалавриат с отличием.
Продолжила обучение в магистратуре Нью-Йоркского университета на программе тележурналистики, который также окончила с отличием. Во время обучения проходила стажировку на телеканале ABC как продюсер.

### Семья
Отец — Паата Эдуардович Шеварднадзе, доктор филологических наук, автор филологических и философских исследований, карьерный международный дипломат, 20 лет работал карьерным дипломатом в ЮНЕСКО.
Мать — Нина Гурамовна Ахвледиани, филолог, специалист английского языка, литературный переводчик с французского и английского языков на грузинский.
Брат — Лаша Шеварднадзе, предприниматель. Сестры — Мариам и Нанули Шеварднадзе. Нанули — выпускница Тишской школы искусств.
Дед — Эдуард Амвросиевич Шеварднадзе, советский и грузинский политический деятель. Последний министр иностранных дел СССР и второй президент Грузии.

## Профессиональная карьера
Начинала помощником и референтом по связям с общественностью в политической партии Эдуарда Шеварднадзе. В 2001—2003 годах — продюсер американского канала ABC, в 2004 году — собкор грузинской телепрограммы «Намедни». С 2005 года работала на канале Russia Today. Вела новости, программу «Интервью». С 4 июля 2013 по 13 августа 2019 года вела авторскую программу «SophieCo».
С 2006 по февраль 2015 года — ведущая радиостанции «Эхо Москвы», вела программы «Своими глазами» и «Обложка-1». В прямом эфире радиостанции обсуждала с гостями актуальные политические темы, события в России и за рубежом. Для Шеварднадзе была характерна жёсткая, острополемическая манера общения с гостем студии, предполагающая неожиданные, парадоксальные, часто ставящие в тупик вопросы-ловушки, выявляющие противоречия в позиции собеседника.
С сентября по декабрь 2016 года вместе с музыкантом Сергеем Шнуровым, а с ноября иногда с Розой Сябитовой вела ток-шоу «Про любовь» на «Первом канале», посвящённое решению семейных проблем.
С ноября по декабрь 2017 года — одна из ведущих программы «Бабий бунт» на том же телеканале (была закрыта «из-за катастрофически низких рейтингов»).
Софико модерирует международные и российские панельные дискуссии и публичные выступления. Среди них мероприятия ООН, Амброзетти, Евразийский форум.
7 июня 2019 года в качестве модератора дискуссии мировых лидеров вела пленарное заседание Петербургского международного экономического форума (ПМЭФ), в котором, в частности, приняли участие Владимир Путин и Си Цзиньпин.

### «Просто о сложном»
22 октября 2019 года состоялась премьера ток-шоу «Просто о сложном» на платформе Яндекс. Эфир, где Шеварднадзе является ведущей проекта. Программа стала первой передачей, снятой в формате 4К. За все время выпуски посмотрели больше 13 млн человек. В формате TED-talk она общается с представителями культуры, науки, бизнеса и политики. Среди гостей шоу уже были музыканты Максим Фадеев и Сергей Шнуров, продюсеры Тимур Бекмамбетов и Гарик Мартиросян, космонавт Сергей Рязанский, глава компании по разработке искусственного интеллекта Ольга Ускова, стрит-артист Покрас Лампас, митрополит Тихон Шевкунов, психотерапевт и публицист Андрей Курпатов. С марта 2020 года из-за пандемии COVID-19 шоу снимается в формате телеконференции с помощью платформы Zoom.

### SophieCo Visionaries
В сентябре 2019 года на телеканале Russia Today на английском языке вышла авторская программа Шеварднадзе SophieCo Visionaries, в которой она общается с визионерами из различных сфер: от нейробиологии до искусства и квантовой физики. Среди гостей — художник Ай Вейвей, архитектор Рем Колхас, британский нейрохирург Генри Томас Марш, немецкий режиссёр и сценарист Вернер Херцог.

### SophieCo
В 2013 года на телеканале Russia Today вышла первая собственная передача Шеварднадзе, гостями которой являлись мировые политики, лидеры и ньюсмейкеры, в том числе премьер-министр Италии Маттео Ренци, глава ЦРУ Майкл Хайден, гитарист и автор песен группы Queen, астрофизик Брайан Мэй, философ и писатель Нассим Талеб.
В рамках этой программы она стала первым в России и вторым в мире журналистом, который поехал в Сирию во время войны в 2013 году с целью взять интервью у действующего президента Сирии Башара Асада.

### ABC
С 2001 по 2003 год проходила стажировку в роли продюсера телеканала.

### Телеканал «Имеди»
С 2004 — постоянная судья грузинской версии телешоу «Танцы со звездами», Софико является финалисткой шоу в России. В девятом сезоне передачи судила вместе с известным танцором фламенко Хоакимом Кортесом.
С 2003 по 2005 год собственный корреспондент передачи «Намедни» в Нью-Йорке и Париже.

### Первый канал
С сентября 2016 года вместе с музыкантом Сергеем Шнуровым вела ток-шоу «Про любовь» на «Первом канале», посвящённое решению семейных проблем.
В мае 2018 года записала эксклюзивное интервью со звездой американской журналистики Меган Келли для программы «Воскресное время».

### Эхо Москвы[4]
С 2014 по 2015 год — соведущая программы «Обложка» с Александром Плющевым.
С 2008 по 2014 год — соведущая программы «Своими глазами» с Ольгой Бычковой.
С 2006 по 2008 год — соведущая программы «Проверка слуха» с Виталием Дымарским.
Также Шеварднадзе пишет колонки и интервью для изданий GQ, Esquire, Коммерсант, Русский Пионер.

## Общественная деятельность
С 2005 года входит в попечительский совет фонда помощи хосписам «Вера».
С 2018 года входит в совет благотворительного фонда «Друзья», который помогает систематизировать индустрию благотворительности и вести её профессионально.
Софико Шеварднадзе является членом Совета директором Мировой Премии Учителя и Российской Академии Телевидения.
Также Шеварднадзе была приглашенным спикером в Гарвардском и Йельском университетах на темы международных отношений и современных СМИ.

## Личная жизнь
Софико не замужем. Имеет двухкомнатную квартиру в доме 1914 года постройки на Патриарших прудах в Москве, интерьер которой оформил друг детства Софико, дизайнер Георгий Чаушба. В квартире, по словам дизайнера, слышны отголоски французской, грузинской и русской традиции — всего того, из чего соткана жизнь Софико.
По собственному признанию Софико, однажды она сбежала от жениха накануне венчания. Это случилось в возрасте 21 года, когда Шеварднадзе жила в Нью-Йорке, встречалась с молодым грузинским режиссёром, была с ним помолвлена, познакомила его с дедушкой и даже объявила ему о грядущем бракосочетании. Собралась замуж, но примерно за месяц до венчания вдруг поняла, что не готова прожить с этим человеком всю жизнь. Позднее встречалась с актёром Алексеем Чадовым. С тех пор в жизни руководствуется афоризмом Шота Руставели «Любовь надо прятать, как краденого коня».
В начале 2011 года стала крёстной мамой своего племянника Эдуарда, сына брата Лаши, живущего в Лондоне.
В марте 2021 года родила сына Андрию.

## Факты
- На счету Софико 27 прыжков с парашютом[1].
- Участница проекта «Танцы со звёздами» на телеканале «Россия-1» с партнёрами: профессиональным танцором Денисом Каспером и актёром Иваном Оганесяном[1][45][46].
- Владеет русским, грузинским, французским, английским, а также разговорным итальянским языками[40].